# Cerkev sv. Marije Magdalene, Bistrica na Zilji
Podružnična cerkev Sv. Magdalena pri Kapeli je rimskokatoliška cerkev ob planinski poti zahodno od Bistrice na Zilji  (nem. Filialkirche hl. Magdalena, Feistritz an der Gail). Nahaja se v uradno dvojezični občini Bistrica na Zilji na Spodnji Zilji na avstrijskem južnem Koroškem v okraju Beljak-dežela ter v dekaniji Šmohor Krške škofije. Ima patronat Marije Magdalene. Podružnična cerkev je pod spomeniškim varstvom.

## Zgodovina
Podružnična cerkev svete Magdalene je dokumentirana leta 1501 kot kapela z dovoljenjem za opravljanje katoliških maš. Sedanja cerkev je manjša gotska stavba Andreja Kaniča iz leta 1522.
Po shematizmu Krške škofije iz let 1917/18 ter Župnijskem zemljevidu Krške škofije iz leta 1924 je podružnična cerkev sv. Magdalena pri Kapeli navedena kot slovenska, kar daje tudi kronogramu (spodaj) kontekst z vidika jezikovne zgodovine.

## Arhitektura

### Zunanjost
Mala podružnična cerkev visoko nad dolino s panoramskim razgledom ima veliko odprto stebriščno verando. Zahodni osmerokotni leseni grebenski stolpič s koničasto streho je bil obnovljen. Na severni in južni strani ladje je okno s šilastim obokom, kor je vkopan.
Zahodni portal je profiliran s šilastim lokom. Na desni strani je kamnita krstilnica za sveto vodo, na levi pa latinski napis »St. Maria Magdalene ora pro nobis«. Na severni steni so se ohranili fragmenti stenske poslikave: Križanje in sveti Krištof, zgodnji barok (?) ali prva polovica 16. stoletja. 

### Notranjost
Ladja ima tri polja in je obokana z zvezdastorebrastim obokom na polkrožnih temeljih in okroglimi sklepniki (2 s poslikanimi kamnoseškimi oznakami). Zahodna galerija je lesena. Triumfalni obok je uvlečen in žlebljen s koničastim obokom; nad njim je napis 1522 in iz obnove v letih 1803 in 1947. Kor je dvonadstropni s 3/8 zaključkom, zvezdastorebrasti obok sloni na polkrožnih podlagah. Cerkev ima tudi okrogle in oklepne ključavnice.
Naslikan načeloma nemški napis na severni steni ladje »Ich mayster andre kanich stamez von Eckh habe das pau verpracht - 1522« je pomemben z vidika jezikovne in kulturne zgodovine, saj se izraz stamez, uporabljen v besedilu v nemškem jeziku, nanaša na lokalni dvokulturni kontekst, saj gre za slovensko narečno izposojenko za zidarja (štamc < *dt. stemmen).

## Notranja oprema
Glavni oltar je iz začetka 18. stoletja, osrednja figura prikazuje sveto Magdaleno, desno in levo pa sta figuri svete Katarine in svete Barbare. Levi stranski oltar je iz začetka 18. stoletja, osrednja slika prikazuje svetega Filipa in svetega Juda Tadeja (?), zgornja slika pa Marijin nauk.
Desni stranski oltar je prav tako iz začetka 18. stoletja. Sredinska slika prikazuje Kristusov krst, zgornja pa svetnika Leonharda in Laurencija.
Prižnica iz sredine 17. stoletja (?) je brez okvirja. Spovednica je zgodnjebaročna. Molitveni stoli in baročna orgelska omara so iz začetka 18. stoletja. Figure na konzoli: Marija pod križem je baročna, sveta Magdalena iz druge polovice 17. stoletja, sveti Janez Krstnik je poznobaročna. Na križu je velik baročni Kristus v žalovanju. Slika svete Notburge je poznobaročna. Plošče s križi so izraz poznobaročne podeželske umetnosti.

## Baročni kronogram
Dehio 2001 navaja tudi na oltarni nastavek na glavnem oltarju, kjer piše (prevod): »Glavni oltar iz začetka 18. stoletja; v nastavku je označen s kronogramom 1729, vendar se oznaka nanaša na Izidorjev oltar; ...«.  Vilharjeva ga datira v leto 1777. Vsekakor je značilno, da Dehio ne omenja, da je kronogram v slovenščini in torej ni povezave s slovensko kulturno zgodovino.
Kronogram se glasi:
S // ISIDORKMET // SVOLANVPERBIESHALSHE // TICHRISTIANSKESRVTE // VSHLISHI
(= Sveti Izidor kmet svolan v perbieshalishe ti christianske srute uslishi – prevod nemščina: »Hl. Isidor der Bauer (auch Isidor von Madrid) auserwählt als Zuflucht, erhöre die armen Christen«).
Kulturnozgodovinski pomen tega in še dveh kronogramov v slovenskem jeziku na avstrijskem južnem Koroškem iz 18. stoletja je v tem, da so kronogrami sami po sebi izraz dvorske jezikovne kulture in so po Grafu (po Werlandu) »otrok renesanse, ki je zrasel v času baroka«. Na avstrijskem Koroškem so slovenski kronogrami iz 18. stoletja ohranjeni v treh cerkvenih stavbah, dveh severno od Vrbskega jezera in pričujočem na Zilji. Na Koroškem obstaja še en kronogram in sicer iz 19. stoletja, ki je Šenturhu pri Žihpoljah na Gurah.
Slovenski kronogrami na Koroškem so glede na zgodovinski jezikovni kontekst še toliko bolj izjemni, saj so v slovenskem knjižnem jeziku sredi 18. stoletja še vedno prevladovali prevodi v pomembnem literarnem gibanju "bukovništva". Šele proti koncu 18. stoletja se pojavljajo v klasičnem "bukovništvu" izvirne nove stvaritve (na primer Miha Andreaš), (1762-1821), Andrej Šuster Drabosnjak) (1768-1825), France Leder - Lisičjak (1833-1908).
Poleg tega so kronogrami v podružnični cerkvi svete Magdalene v Bistrici na Zilji in v podružnični cerkvi v Tibičah ter s fresknega cikla svete Barbare v župnijski cerkvi svetega Martina na Teholici med najstarejšimi slovenskimi napisi v javnem prostoru na Koroškem.

## Spletne povezave
- Kapelle St. Magdalena / Kápela Sv. Magdalena: https://www.kath-kirche-kaernten.at/pfarren/detail/C3040/kapelle_st._magdalena_-_kapela
- Organindex: https://organindex.de/index.php?title=Feistritz_an_der_Gail,_St._Magdalena
- župnija Feistritz an der Gail: https://www.kath-kirche-kaernten.at/pfarren/pfarre/C3040
- Gemeinde Feistritz an der Gail
- Geolokalizacijag: 46° 34′ 17.76″ N, 13° 35′ 16.08″ E*
- Podatki za Cerkev sv. Marije Magdalene, Bistrica na Zilji. V: Statistik Austria.